# 予算委員会

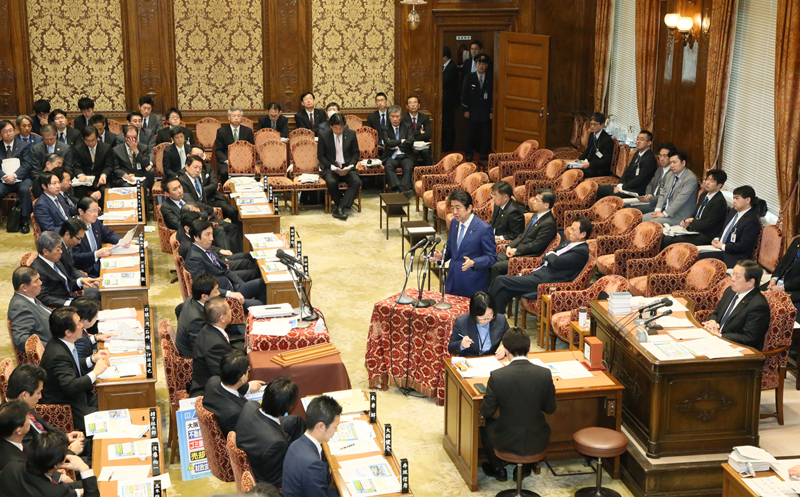
衆議院予算委員会の審議（2017年2月24日、国会議事堂にて）

予算委員会（よさんいいんかい）は、日本の衆議院、参議院における常任委員会の一つ。

## 概要

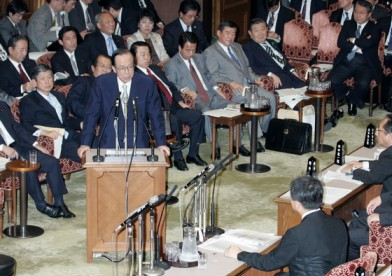
参議院予算委員会の審議（2007年10月15日、国会議事堂にて）

予算委員会の所管事項は端的に「予算」とだけ定められている（衆議院規則92条・参議院規則74条）。内閣が提出する予算案の審議を行うことが基本的な役割であるが、予算とは一年間の国政方針を財政面から裏付けるものであり、また予算案の作成と予算の執行は内閣の責任の下で行われる（日本国憲法第73条）。そのため質疑の範囲は直接予算に関連するものに限らず、広く国政全般にわたる例である。実際、予算委員会の審議を通じて、予算の執行主体である内閣の政策方針や行政各部の対応さらには閣僚の資質などの問題点が浮き彫りになることもある。その反面、分科会や委嘱審査（後述）といった手続を別にすれば、一連の予算審議において各省庁・政府機関の政策・予算を個別に精査する議論はほとんど行われていないのが実情である。このため、より予算内容についての審議を充実させるべきではないかという議論も根強い。

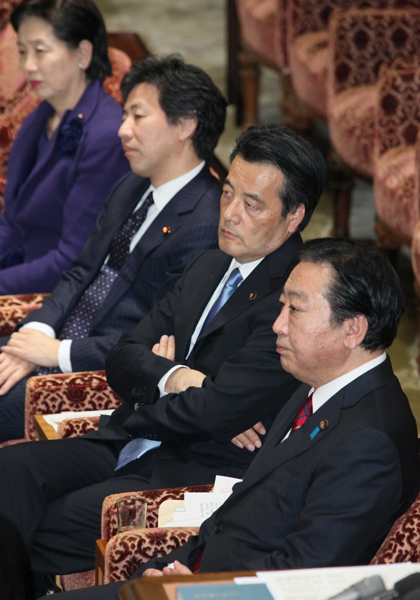
野田改造内閣での閣僚の席順：総理大臣（野田佳彦）、副総理（岡田克也）、財務大臣（安住淳）…

予算委員会の委員長には閣僚経験者が当てられるのが一般的である。
予算委員会は本会議、党首討論と並んで国会審議の「花形」として広く認識されている。衆参ともに委員の一列目には理事が座る。
一方、閣僚席は財務大臣が内閣総理大臣の隣に座ることを固定されているが、鳩山由紀夫内閣や野田改造内閣では副総理の役職が存在しており、副総理が財務大臣でなかったため財務大臣は副総理の隣の席に座ることとなる（内閣総理大臣→副総理→財務大臣となる）。また、中央省庁再編以降は官房長官が総理大臣の真後ろに就くことが多くなっている。
国会審議の充実に関する申し合わせ（平成26年5月27日）では、内閣総理大臣は、予算委員会に関しては1.基本的質疑と締めくくり質疑、2.理事会の決定に基く、審査を通して必要と認められる特定の事案に関する集中審議に出席することとされている。
国会日程と大臣の外交日程の調整が問題になることもあり、2023年（令和5年）3月には林芳正外務大臣が予算委員会の基本的質疑への出席のためにインドでの20カ国・地域（G20）外相会合を欠席することになり議論となった。「平成のうちに衆議院改革実現会議」では、外交上重要な海外出張等が生じる場合には副大臣・政務官の活用を促進することも提言されている（外務大臣が日米会議に出席するため全閣僚出席の予算委員会への欠席を認めた前例もある）。
なお、特に予算の議決を経る必要がない場合でも「予算の執行状況に関する調査」といった名目で開催されることもある。

## 予算審議の流れ
衆議院には予算先議権が認められているため（日本国憲法第60条第1項）、予算案は、まず、通常国会の召集日に内閣から衆議院に提出され、予算委員会に付託される。本予算審議の流れは、基本的に以下のようになる。

### 質疑等

#### 基本的質疑
内閣総理大臣その他の全閣僚が出席する質疑で、1999年（平成11年）以前は総括質疑（そうかつしつぎ）と呼ばれた。

基本的質疑・総括質疑など、予算案を審議するために全ての閣僚が出席する場合は、その同時間帯には他の全ての委員会が開会されない。各会派の質問が一巡するまでの間、NHKでは総合テレビ（NHK G）及びR1にて、災害報道を除く全ての通常番組の放送を一切中止して国会中継が優先して放送される。

#### 一般的質疑
一般的質疑は財務大臣と関係閣僚が出席する質疑である。

#### 集中審議
特定の政治テーマに関する審議を集中審議として行うことがある。NHKでは、集中審議についても内閣総理大臣が出席するなど必要があれば中継を行い、全国放送する。

#### 公聴会
公聴会も開催され、学者や利害関係人から意見の聴取が行われる。各委員会は、一般的関心及び目的を有する重要な案件について、公聴会を開くことができるとされている（国会法51条1項）。しかし、総予算及び重要な歳入法案については公聴会の開催が義務付けられている（ただし、すでに公聴会を開いた案件と同一の内容のものについては不要）（国会法51条2項）。この予算案採決の前提となる公聴会を中央公聴会という。また、予算委員会のメンバーが地方に赴き、地元の首長や経済団体役員らとの質疑を実施する地方公聴会も通常2回実施される。

#### 分科会
予算審議も終盤になると、各省庁ごとに予算審議を行うため分科会が開催される。分科会が設置できるのは、衆議院では予算委員会及び決算行政監視委員会、参議院では予算委員会及び決算委員会のみである（衆議院規則97条、参議院規則75条）。ただし、参議院では委嘱審査の制度が設けられた1982年（昭和57年）以降は、分科会が設けられることはなくなった（次項参照）。
通例、所管省庁ごとに最大8つの分科会が設けられる。分科会と所管省庁は以下のとおり。
- 第一分科会：皇室費、国会、裁判所、会計検査院、内閣、内閣府、復興庁、デジタル庁及び防衛省並びに他の分科会の所管以外の事項[12]
- 第二分科会：総務省[13]
- 第三分科会：法務省、外務省及び財務省[14]
- 第四分科会：文部科学省[15]
- 第五分科会：厚生労働省[16]
- 第六分科会：農林水産省及び環境省[17]
- 第七分科会：経済産業省[18]
- 第八分科会：国土交通省[19]

#### 委嘱審査
参議院規則では、予算委員会は、他の委員会に対し、審査中の総予算について、当該委員会の所管に係る部分の審査を期限を付して委嘱することができるとしている（参議院規則74条の4）。

#### 締めくくり質疑
最後に全閣僚出席のもとで締めくくり質疑が行われる。こちらも、1999年以前は締めくくり総括質疑と呼ばれた。

### 討論と採決
締めくくり質疑を経て、各党各会派の代表者が予算の賛否について意見を述べる討論を経て採決に付される。
その後、予算委員長は本会議において予算委員会における審議の経過と結果を報告し、本会議で採決が行われる。衆議院を通過した予算案は参議院に送られ同様の審議を受ける。
後議の院である参議院予算委員会での審議中には先議の院である衆議院予算委員会は原則として開催されない。2025年（令和7年）3月、令和7年度予算審議では参議院で予算案を再修正する方針となり、野党側が予算案の衆院通過後の方針転換があったとして内閣総理大臣が出席する衆院予算委の開催を要求。しかし、参議院側から「参院軽視だ」と疑問視する声が出たため、これを前例としないことを条件として開催することとなった。

### 明治憲法下
1947年（昭和22年）以前の明治憲法下でも国家予算は内閣が帝国議会に提出して協賛を得る（皇室費を除く）とされていたが、帝国議会時代の衆議院・貴族院に設けられた予算委員会では、議院法第40条の定めにより委員会付託後15日以内にすべての審査を完了し、本会議に送って委員長報告、討論、採決を行わなければならず、かつ総予算を否決することは許されなかった。また、追加予算（現在の補正予算に相当）は軍事費など特に緊急を要する場合は委員会審査を省略していきなり本会議で採決することができた。

また4月1日になっても予算が成立していない場合でも、明治憲法第71条により暫定予算は組まれず、前年度の予算を引き続き執行、ないしは踏襲することとなっていた。
戦争遂行のための予算である臨時軍事費特別会計については、大綱のみ帝国議会の協賛を経る必要があったが、細目については陸軍省・海軍省それぞれの経理局による裁量とされていた。特に十五年戦争（大東亜戦争・日中戦争・第二次世界大戦）中の1937年（昭和12年）から1945年（昭和20年）の終戦までは、陸海両軍省は経費に関する内閣への報告を全く行わなかった。

## 委員
予算委員会の員数は、衆議院が50人（衆議院規則92条）、参議院が45人である（参議院規則74条）。いずれも委員長1名、理事9名が選出または指名される。
| 役職       | 氏名       | 所属会派                 |
| ---------- | ---------- | ------------------------ |
| 予算委員長 | 安住淳     | 立憲民主党・無所属       |
| 理事       | 井上信治   | 自由民主党・無所属の会   |
| 理事       | 齋藤健     | 自由民主党・無所属の会   |
| 理事       | 牧島かれん | 自由民主党・無所属の会   |
| 理事       | 山下貴司   | 自由民主党・無所属の会   |
| 理事       | 岡本あき子 | 立憲民主党・無所属       |
| 理事       | 奥野総一郎 | 立憲民主党・無所属       |
| 理事       | 山井和則   | 立憲民主党・無所属       |
| 理事       | 三木圭恵   | 日本維新の会             |
| 理事       | 浅野哲     | 国民民主党・無所属クラブ |
| 委員       | 伊藤達也   | 自由民主党・無所属の会   |
| 委員       | 稲田朋美   | 自由民主党・無所属の会   |
| 委員       | 河野太郎   | 自由民主党・無所属の会   |
| 委員       | 後藤茂之   | 自由民主党・無所属の会   |
| 委員       | 小林茂樹   | 自由民主党・無所属の会   |
| 委員       | 柴山昌彦   | 自由民主党・無所属の会   |
| 委員       | 高木啓     | 自由民主党・無所属の会   |
| 委員       | 田所嘉徳   | 自由民主党・無所属の会   |
| 委員       | 田中和徳   | 自由民主党・無所属の会   |
| 委員       | 谷公一     | 自由民主党・無所属の会   |
| 委員       | 田村憲久   | 自由民主党・無所属の会   |
| 委員       | 土屋品子   | 自由民主党・無所属の会   |
| 委員       | 西銘恒三郎 | 自由民主党・無所属の会   |
| 委員       | 平沢勝栄   | 自由民主党・無所属の会   |
| 委員       | 深澤陽一   | 自由民主党・無所属の会   |
| 委員       | 古屋圭司   | 自由民主党・無所属の会   |
| 委員       | 松本洋平   | 自由民主党・無所属の会   |
| 委員       | 今井雅人   | 立憲民主党・無所属       |
| 委員       | 大西健介   | 立憲民主党・無所属       |
| 委員       | 神谷裕     | 立憲民主党・無所属       |
| 委員       | 川内博史   | 立憲民主党・無所属       |
| 委員       | 城井崇     | 立憲民主党・無所属       |
| 委員       | 黒岩宇洋   | 立憲民主党・無所属       |
| 委員       | 近藤和也   | 立憲民主党・無所属       |
| 委員       | 重徳和彦   | 立憲民主党・無所属       |
| 委員       | 階猛       | 立憲民主党・無所属       |
| 委員       | 中島克仁   | 立憲民主党・無所属       |
| 委員       | 藤岡たかお | 立憲民主党・無所属       |
| 委員       | 早稲田ゆき | 立憲民主党・無所属       |
| 委員       | 池下卓     | 日本維新の会             |
| 委員       | 徳安淳子   | 日本維新の会             |
| 委員       | 西田薫     | 日本維新の会             |
| 委員       | 長友慎治   | 国民民主党・無所属クラブ |
| 委員       | 橋本幹彦   | 国民民主党・無所属クラブ |
| 委員       | 赤羽一嘉   | 公明党                   |
| 委員       | 河西宏一   | 公明党                   |
| 委員       | 山崎正恭   | 公明党                   |
| 委員       | 櫛渕万里   | れいわ新選組             |
| 委員       | 田村貴昭   | 日本共産党               |
| 委員       | 緒方林太郎 | 有志の会                 |

| 役職       | 氏名       | 所属会派               |
| ---------- | ---------- | ---------------------- |
| 予算委員長 | 鶴保庸介   | 自由民主党             |
| 理事       | 臼井正一   | 自由民主党             |
| 理事       | 自見はなこ | 自由民主党             |
| 理事       | 進藤金日子 | 自由民主党             |
| 理事       | 中西祐介   | 自由民主党             |
| 理事       | 永井学     | 自由民主党             |
| 理事       | 杉尾秀哉   | 立憲民主・社民・無所属 |
| 理事       | 徳永エリ   | 立憲民主・社民・無所属 |
| 理事       | 上田勇     | 公明党                 |
| 理事       | 金子道仁   | 日本維新の会           |
| 委員       | 石井正弘   | 自由民主党             |
| 委員       | 石田昌宏   | 自由民主党             |
| 委員       | 猪口邦子   | 自由民主党             |
| 委員       | 江島潔     | 自由民主党             |
| 委員       | 小野田紀美 | 自由民主党             |
| 委員       | 古庄玄知   | 自由民主党             |
| 委員       | 佐藤啓     | 自由民主党             |
| 委員       | 羽生田俊   | 自由民主党             |
| 委員       | 船橋利実   | 自由民主党             |
| 委員       | 堀井巌     | 自由民主党             |
| 委員       | 本田顕子   | 自由民主党             |
| 委員       | 松川るい   | 自由民主党             |
| 委員       | 三浦靖     | 自由民主党             |
| 委員       | 宮本周司   | 自由民主党             |
| 委員       | 山下雄平   | 自由民主党             |
| 委員       | 山田宏     | 自由民主党             |
| 委員       | 吉川ゆうみ | 自由民主党             |
| 委員       | 石川大我   | 立憲民主・社民・無所属 |
| 委員       | 小沼巧     | 立憲民主・社民・無所属 |
| 委員       | 奥村政佳   | 立憲民主・社民・無所属 |
| 委員       | 川田龍平   | 立憲民主・社民・無所属 |
| 委員       | 柴愼一     | 立憲民主・社民・無所属 |
| 委員       | 高木真理   | 立憲民主・社民・無所属 |
| 委員       | 塩田博昭   | 公明党                 |
| 委員       | 平木大作   | 公明党                 |
| 委員       | 三浦信祐   | 公明党                 |
| 委員       | 宮崎勝     | 公明党                 |
| 委員       | 嘉田由紀子 | 日本維新の会           |
| 委員       | 串田誠一   | 日本維新の会           |
| 委員       | 松野明美   | 日本維新の会           |
| 委員       | 伊藤孝恵   | 国民民主党・新緑風会   |
| 委員       | 田村まみ   | 国民民主党・新緑風会   |
| 委員       | 大門実紀史 | 日本共産党             |
| 委員       | 山添拓     | 日本共産党             |
| 委員       | 山本太郎   | れいわ新選組           |

## 事件・エピソード
※肩書きはすべて当時。
「バカヤロー」事件1953年（昭和28年）の衆議院予算委員会にて、右派社会党議員の西村栄一の発言に怒りを感じた首相の吉田茂が「バカヤロー」と発言し、この後の衆議院本会議にて衆議院は解散された。
宮本顕治は「人殺し」事件1988年（昭和63年）2月6日の衆議院予算委員会での質疑で、日本共産党議員の正森成二に「過激派の泳がせ政策」を肯定する自由民主党本部放火襲撃事件直後の発言を引用された浜田幸一委員長が、その発言を認めたうえで「我が党は旧来より、終戦直後より、殺人者である宮本顕治君を国政の中に参加せしめるような状況をつくり出したときから、日本共産党に対しては最大の懸念を持ち、最大の闘争理念を持ってまいりました」と主張。更に浜田とのやり取りを打ち切って大蔵大臣である宮澤喜一への為替介入に係る質問をしていた正森を突如遮り「昭和8年12月24日、宮本顕治ほか数名により、当時の財政部長小畑達夫を股間に……」「針金で絞め、リンチで殺した。このことだけは的確に申し上げておきますからね。いいですね。」「私が言っているのは、ミヤザワケンジ君が人を殺したと言っただけじゃないですか。」等と不穏当発言を始め、委員会は大荒れとなった（参照：日本共産党スパイ査問事件）。浜田はこの件で委員長を辞任した。
※その他、1990年代前半頃までTVやラジオの放送内容や世相について一言とりあげられる機会もしばしばあり、マスコミ業界では委員の発言に一喜一憂することも多かった。
YouTubeで質問募集2019年（令和元年）10月10日の第200臨時国会における衆議院予算委員会での質疑で、YouTuberとしても活動する国民民主党代表の玉木雄一郎が、自身のYouTube個人チャンネルを利用し、視聴者からYouTubeコメント欄とTwitterにて質問を募集し（「全部は無理!」と断り付き）、それらを元に当日の質問を行った。その後も不定期で同様の企画が行われている。
新型コロナウイルスによる変則日程
通常、1日に2度開催される事はないが、第201通常国会会期中の2020年（令和2年）4月29日は、新型コロナウイルスに伴う大規模経済対策を盛り込んだ2020年度第1次補正予算を4月30日までに成立させる必要性から、祝日返上の上、午前中に衆議院の予算委員会を行い、総務委員会・財務金融委員会・本会議を行って衆議院で可決させた後、午後に参議院の予算委員会を実施して予算成立の迅速化を図った。
また、改正・新型インフルエンザ等対策特別措置法32条による緊急事態宣言を延長した事に伴う集中審議も同様に、午前中に衆議院、午後に参議院の順で1日2度開催された。
第204通常国会の予算審議においては緊急事態宣言の発令中であったことから、移動を避けるために地方公聴会を取りやめ、参考人質疑という形で代替した。先述の通り、地方公聴会は国会法上の公聴会とは異なり義務的なものではないため、このような取り扱いが可能になったものである。翌年第208通常国会においても同様の扱いがなされた。